# Татарские Наратлы
Татарские Наратлы (тат. Татар Наратлысы) — село в Зеленодольском районе Республики Татарстан. Входит в состав Русско-Азелеевского сельского поселения.

## География
Находится в бассейне реки Кубня, в 43 км к югу от города Зеленодольск. 

## История
Известно с 1567 года как деревня Наратлеева. 
В XVIII веке - 1-й половине XIX веков, жители относились к категории государственных крестьян.
Занимались земледелием, разведением скота. 
В начале XX века здесь имелись мечеть, мектеб, 3 мелочные лавки. В этот период земельный надел сельской общины составлял 496 десятин. 
До 1920 года деревня входила в Азелеевскую волость Свияжского уезда Казанской губернии.
С 1920 в составе  Свияжского кантона ТАССР. 
С 14 февраля 1927 года в Нурлат-Ачасырском, с 1 августа 1927 года в Нурлатском, с 1 февраля 1963 года в Зеленодольском районах.

## Население
Численность населения села на 2010 год составляет 81 человек.
| 1782                  | 1859 | 1897 | 1908 | 1920 | 1926 | 1938 | 1949 | 1958 | 1970 | 1979 | 1989 | 2002 | 2008 |
| --------------------- | ---- | ---- | ---- | ---- | ---- | ---- | ---- | ---- | ---- | ---- | ---- | ---- | ---- |
| 36 души мужского пола | 202  | 378  | 449  | 385  | 319  | 378  | 333  | 127  | 248  | 212  | 116  | 102  | 96   |

## Известные уроженцы
- Галлям Гимадеевич Мурзаханов (тат. Галләм Гыймади улы Морзаханов 1925—1990) — краснофлотец Военно-морского флота СССР, участник Великой Отечественной войны, Герой Советского Союза (1945).
- Ахмеров Гайнетдин Нежметдинович (тат. Гайнетдин Нәҗметдин улы Әхмәров 1864 – 1911) — ученый-историк, этнограф, педагог и общественный деятель.

## Экономика
Молочное скотоводство.

## Инфраструктура
Клуб. Мечеть..